# Caumont (Pas de Calais)
Caumont és un municipi francès situat al departament del Pas de Calais i a la regió dels Alts de França. L'any 2007 tenia 188 habitants.

## Demografia

### Població
El 2007 la població de fet de Caumont era de 188 persones. Hi havia 80 famílies de les quals 20 eren unipersonals (4 homes vivint sols i 16 dones vivint soles), 32 parelles sense fills, 24 parelles amb fills i 4 famílies monoparentals amb fills.
La població ha evolucionat segons el següent gràfic:
Habitants censats

### Habitatges
El 2007 hi havia 100 habitatges, 80 eren l'habitatge principal de la família, 18 eren segones residències i 2 estaven desocupats. Tots els 99 habitatges eren cases. Dels 80 habitatges principals, 70 estaven ocupats pels seus propietaris, 7 estaven llogats i ocupats pels llogaters i 3 estaven cedits a títol gratuït; 2 tenien dues cambres, 7 en tenien tres, 24 en tenien quatre i 47 en tenien cinc o més. 64 habitatges disposaven pel capbaix d'una plaça de pàrquing. A 43 habitatges hi havia un automòbil i a 26 n'hi havia dos o més.

### Piràmide de població
La piràmide de població per edats i sexe el 2009 era:
| Homes | Edats   | Dones |
| ----- | ------- | ----- |
| 0     | 95 o +  | 0     |
| 0     | 90 a 94 | 0     |
| 4     | 85 a 89 | 0     |
| 0     | 80 a 84 | 0     |
| 4     | 75 a 79 | 12    |
| 16    | 70 a 74 | 8     |
| 12    | 65 a 69 | 20    |
| 4     | 60 a 64 | 0     |
| 0     | 55 a 59 | 4     |
| 4     | 50 a 54 | 0     |
| 4     | 45 a 49 | 4     |
| 16    | 40 a 44 | 16    |
| 12    | 35 a 39 | 12    |
| 0     | 30 a 34 | 0     |
| 0     | 25 a 29 | 0     |
| 8     | 20 a 24 | 0     |
| 12    | 15 a 19 | 4     |
| 8     | 10 a 14 | 12    |
| 4     | 5 a 9   | 8     |
| 4     | 0 a 4   | 4     |

## Economia
El 2007 la població en edat de treballar era de 102 persones, 82 eren actives i 20 eren inactives. De les 82 persones actives 75 estaven ocupades (45 homes i 30 dones) i 7 estaven aturades (2 homes i 5 dones). De les 20 persones inactives 3 estaven jubilades, 9 estaven estudiant i 8 estaven classificades com a «altres inactius».

### Ingressos
El 2009 a Caumont hi havia 76 unitats fiscals que integraven 193 persones, la mediana anual d'ingressos fiscals per persona era de 13.324 €.

### Activitats econòmiques
Dels 3 establiments que hi havia el 2007, 1 era d'una empresa alimentària i 2 d'empreses de construcció.
Els 2 serveis als particulars que hi havia el 2009 eren empreses de construcció.
L'únic establiment comercial que hi havia el 2009 era una fleca.
L'any 2000 a Caumont hi havia 14 explotacions agrícoles que ocupaven un total de 850 hectàrees.

## Equipaments sanitaris i escolars
El 2009 hi havia una escola elemental integrada dins d'un grup escolar amb les comunes properes formant una escola dispersa.

## Poblacions més properes
El següent diagrama mostra les poblacions més properes.